# Xysticus jabalpurensis
Xysticus jabalpurensis är en spindelart som beskrevs av Gajbe 1999. Xysticus jabalpurensis ingår i släktet Xysticus och familjen krabbspindlar. Inga underarter finns listade i Catalogue of Life.